# コンスピラシー・オヴ・ワン
『コンスピラシー・オヴ・ワン』 (Conspiracy of One) は、オフスプリングの6枚目のスタジオ・アルバム。

## 収録曲
1. イントロ
2. カム・アウト・スウィンギング
3. オリジナル・プランクスター
4. ウォンチュー・バッド
5. ミリオン・マイルズ・アウェイ
6. ダミット!アイ・チェインジド・アゲイン
7. リヴィング・イン・ケイオス
8. スペシャル・ディリヴァリー
9. ワン・ファイン・デイ
10. オール・アロング
11. ディナイアル、リヴィジテッド
12. ヴァルチャーズ
13. コンスピラシー・オヴ・ワン
14. ハック・イット(ボーナス・トラック)
15. ザ・キッズ・アーント・オールライト(ライヴ)(ボーナス・トラック)